# Тринадцятикутник

Тринадцятикутник (рос. тринадцатиугольник) — багатокутник з 13 кутами і 13 сторонами. Як правило, тринадцятикутником називають правильний багатокутник, тобто такий, у якого всі сторони і всі кути рівні (в разі тринадцятикутника кути рівні приблизно 152°). Правильний тринадцятикутник використовується в деяких країнах як форма для монет.

## Правильний тринадцятикутник
Площа правильного тринадцятикутника зі стороною a знаходиться за формулою:
{\displaystyle A={\frac {13}{4}}a^{2}\cot {\frac {\pi }{13}}\simeq 13.1858\,a^{2}.}
Або, при радіусі описаної окружності R:
{\displaystyle S={\frac {13R^{2}}{2}}\sin({\tfrac {2\pi }{13}})\approx 3,0207006\,R^{2}}
Або, при радіусі вписаного кола r:
{\displaystyle S=13r^{2}\cdot \tan({\tfrac {\pi }{13}})\approx 3,2042122\,r^{2}}
Центральний кут правильного тринадцятикутника дорівнює:
{\displaystyle \mu _{target}=\left({\frac {360^{\circ }}{13}}\right)=27.{\overline {692307}}^{\circ }}

## Побудова
Нижче показана схема приблизного побудови правильного тринадцятикутника за допомогою циркуля і лінійки:

## Монети
Форму правильного тринадцятикутника має чеська монета в 20 крон: